# 烏塔耶爾維

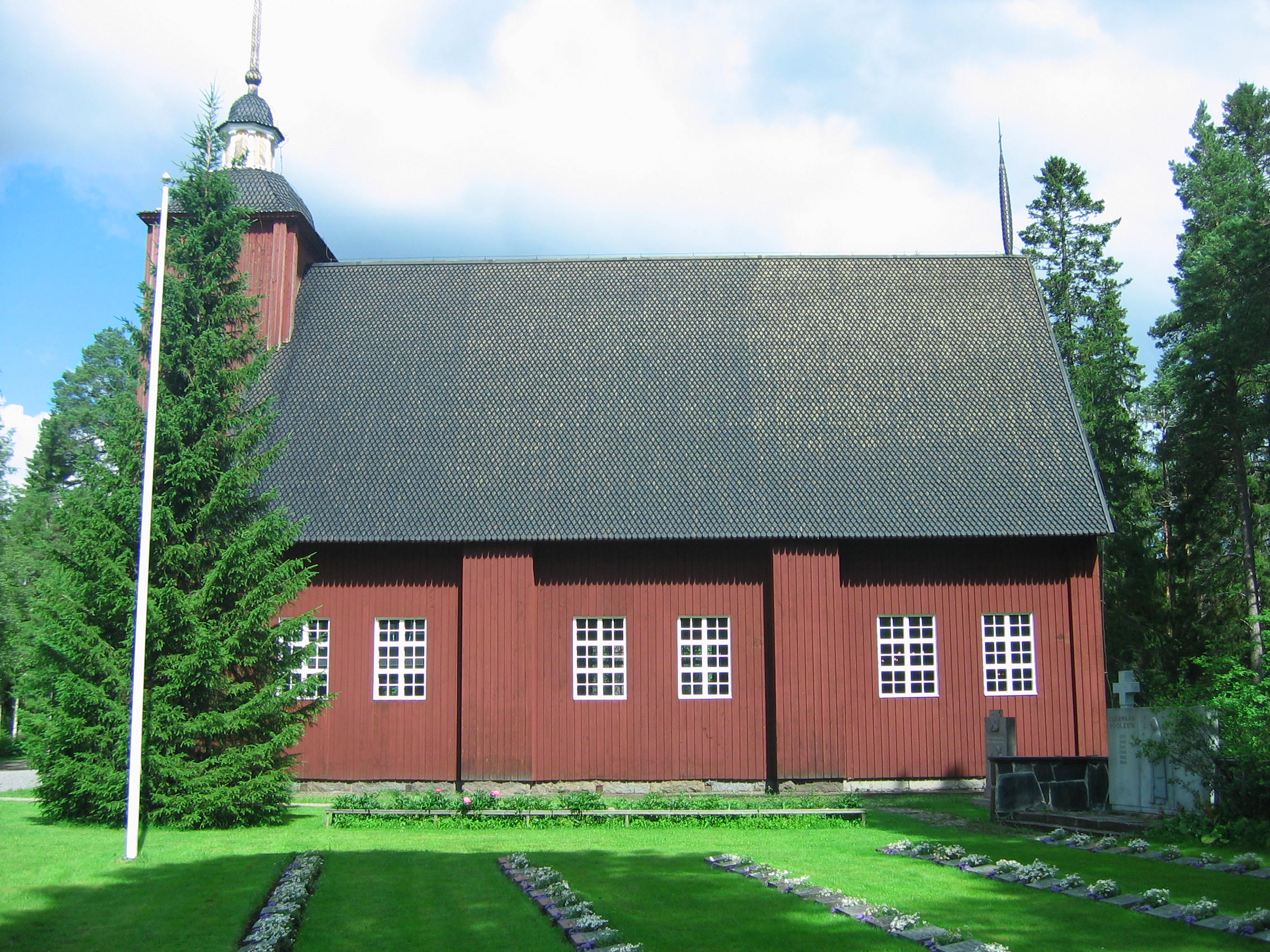
烏塔耶爾維教堂

烏塔耶爾維（芬蘭語：Utajärvi）是芬蘭北博滕區的市鎮，位於該國中部，距離奧盧50公里，始建於1865年，面積1,736.7平方公里，2013年人口2,952，人口密度為每平方公里1.77人。

## 外部連結
- 烏塔耶爾維市镇官方网站 （页面存档备份，存于） （文） （英文） （德文）